# Ixalotettix compactus
Ixalotettix compactus är en insektsart som beskrevs av Christiane Amédégnato och Marius Descamps 1979. Ixalotettix compactus ingår i släktet Ixalotettix och familjen gräshoppor. Inga underarter finns listade i Catalogue of Life.